# Brand New Love Affair
Brand New Love Affair – album francuskiej piosenkarki Amandy Lear, wydany w 2009 roku.

## Ogólne informacje
Wydawnictwo ukazało się miesiąc po premierze albumu Brief Encounters. Zawierało wyłącznie utwory utrzymane w stylistyce tanecznej, w tym trzy premierowe utwory. Krążek promowały single "Brand New Love Affair (In the Mix)", "I Am What I Am" oraz "I'm Coming Up!", do którego remiksy stworzył m.in. Babydaddy z zespołu Scissor Sisters. Do pierwszej piosenki stworzono animowany teledysk.

## Lista utworów
1. "Brand New Love Affair (In the Mix)" - 4:03
2. "I'm Coming Up" - 3:30
3. "I Am What I Am" - 2:33
4. "C’est la vie" - 3:53
5. "Kiss Me, Honey, Honey, Kiss Me" (Miguelito Loveless Remix) – 10:17
6. "C’est la vie (Part 2)" - 3:41
7. "Brand New Love Affair Symphony" - 5:51
8. "T1 Love Suite" - 11:25

## Single z płyty
- 2009: "Brand New Love Affair (In the Mix)"
- 2010: "I Am What I Am"
- 2010: "I'm Coming Up!"